# La Barre (Jura)
La Barre település Franciaországban, Jura megyében. Lakosainak száma 247 fő (2022. január 1.). La Barre Gendrey, Étrepigney, Monteplain, Orchamps, Ranchot és Rans községekkel határos.

## Népesség
A település népességének változása:
| Lakosok száma | 184  | 158  | 176  | 232  | 229  | 229  | 232  | 239  | 243  | 247  |
|               | 1968 | 1982 | 1990 | 2006 | 2013 | 2015 | 2017 | 2019 | 2020 | 2022 |